# Heiligenhäuschen St. Brigida

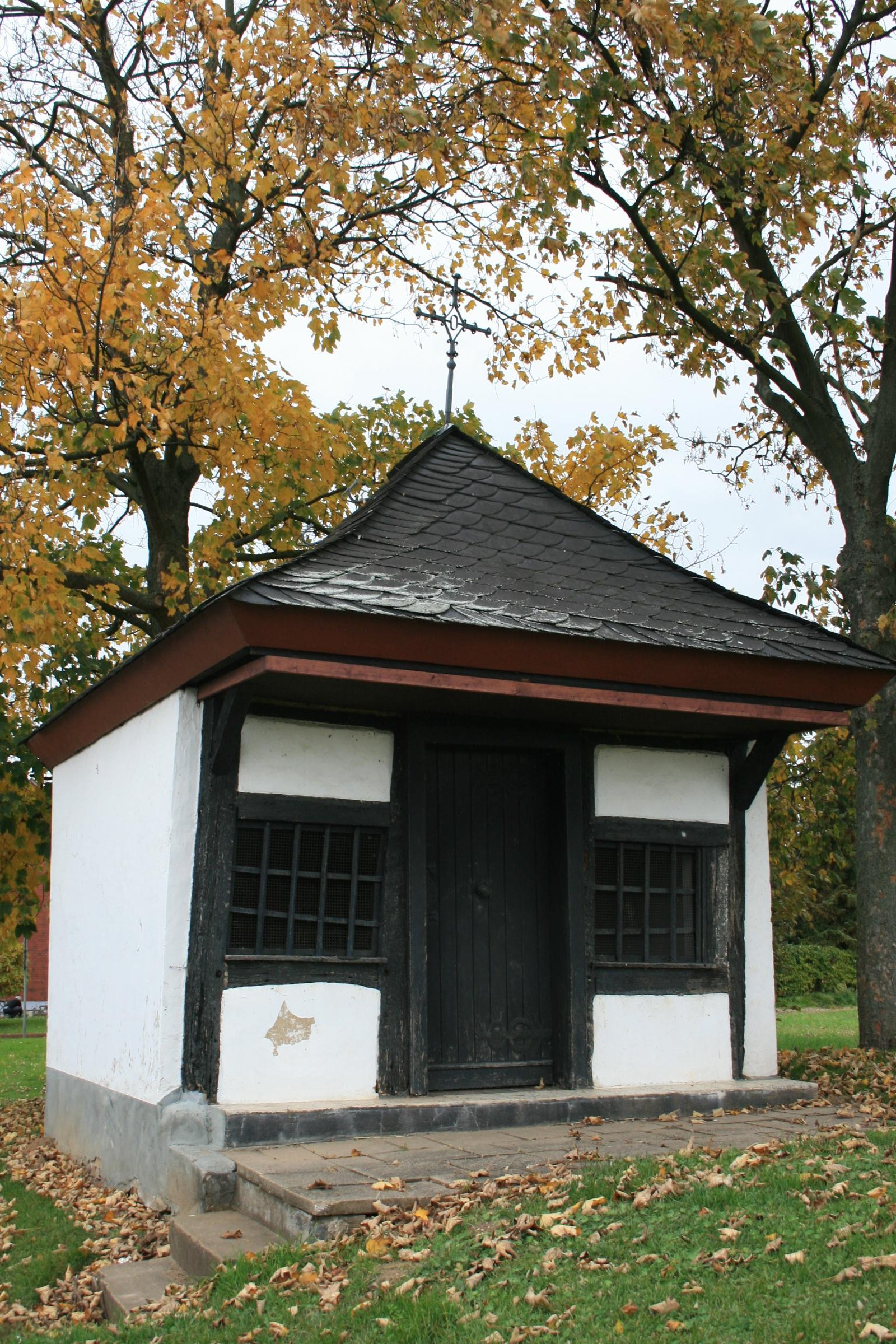
Heiligenhäuschen

Das Heiligenhäuschen St. Brigida befindet sich am östlichen Ortsrand von Wissersheim, einem Ortsteil der Gemeinde Nörvenich im Kreis Düren, Nordrhein-Westfalen in der Frongasse.
Der im Inneren eingemauerte Grundstein zeigt das Erbauungsdatum 1682. Eine völlige Renovierung fand 1948 statt.
Das fast quadratische Gebäude hat drei Außenwände in Massivbauweise. Lediglich die Eingangsseite besteht aus Fachwerk. Hier wurde eine neue Tür eingesetzt. Das Haus wurde stark überarbeitet. Auf dem Gebäude befindet sich ein Pyramidendach. Der Altar im Inneren ist erneuert worden.
Das Heiligenhäuschen wurde am 9. April 1985 in die Denkmalliste der Gemeinde Nörvenich unter Nr. 75 eingetragen.

## Belege
- Denkmalliste der Gemeinde Nörvenich (PDF; 105 kB)

Koordinaten: 50° 49′ 6,8″ N, 6° 42′ 11,7″ O